# Albán, Cundinamarca
Albán là một khu tự quản thuộc tỉnh Cundinamarca, Colombia. Thủ phủ của khu tự quản Albán đóng tại Albán Khu tự quản Albán có diện tích ki lô mét vuông. Đến thời điểm ngày 28 tháng 5 năm 2005, khu tự quản Albán có dân số 5237 người.